# Pierekaczewnik

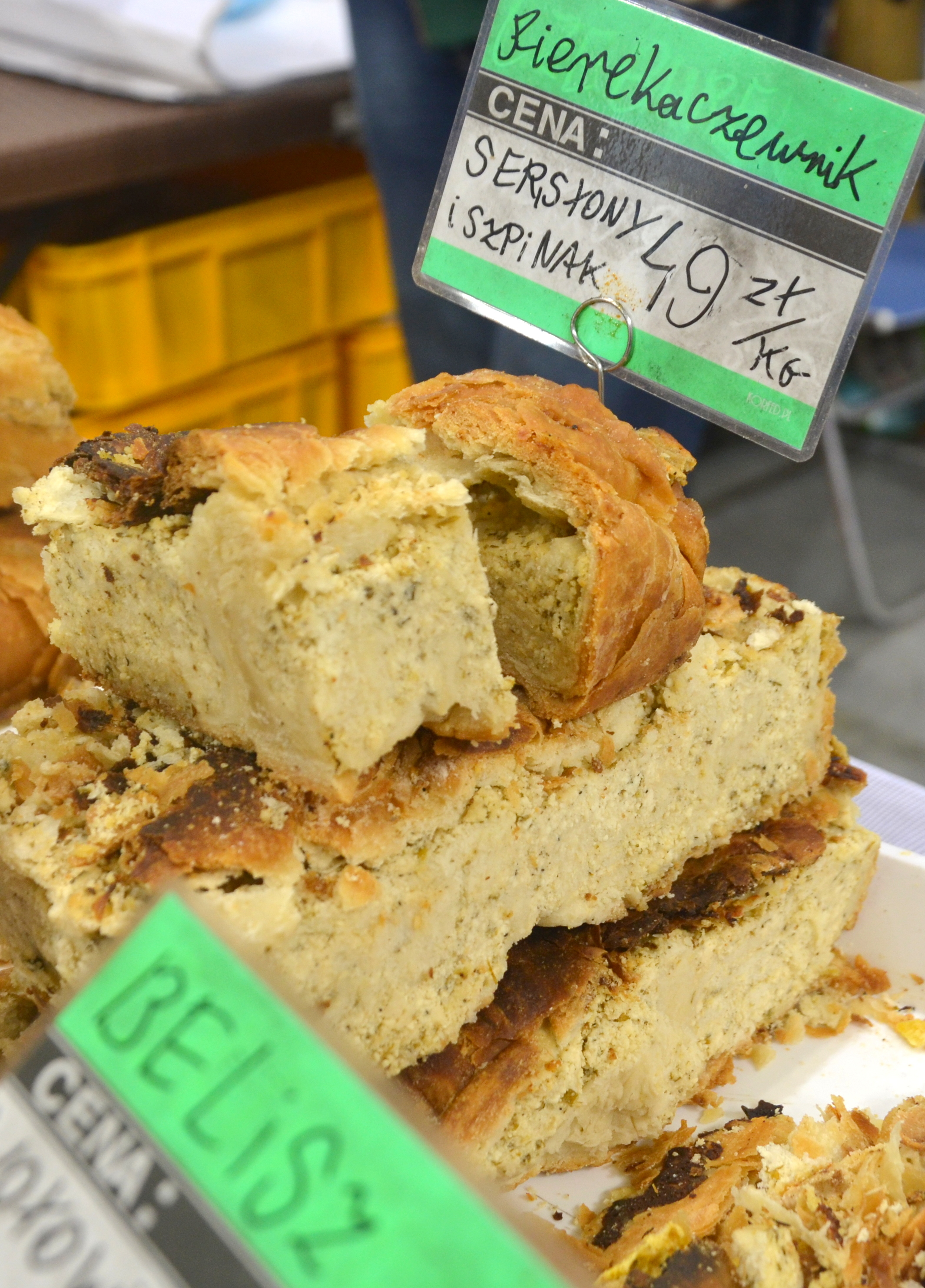
Pierekaczewnik (2016)

Pierekaczewnik (biał. перакачаўнік, pierakaczaunik, od ros. pieriekatywat’ – przewałkowywać) – potrawa w formie zapiekanego ciasta z nadzieniem, znana w kuchni tatarskiej, białoruskiej, tureckiej i litewskiej, m.in. wśród mniejszości tatarskiej zamieszkującej Podlasie.
Pierekaczewnik sporządza się z ciasta makaronowego, z którego robi się bardzo cienkie (prawie przezroczyste) płaty. Następnie smaruje się je z obu stron masłem lub gęsim tłuszczem i przekłada nadzieniem. Nadzienie może być słodkie np. z twarogu i rodzynek, jabłek lub suszonych śliwek, albo mięsno-warzywne z baraniny, wołowiny, gęsiny lub z mięsa indyka. Płaty przełożone nadzieniem zawija się w rulon, a następnie zwija w spiralę przypominającą skorupę ślimaka. Pierekaczewnik piecze się w okrągłej formie / patelni (dawniej z miedzi). Po dwugodzinnym pieczeniu gotowe ciasto waży ok. 3 kg.
Przepisy na to ciasto przekazywane są z pokolenia na pokolenie podobno od XVIII w., a dokładny opis jego przygotowywania został opisany w latach 30. XX w.
Pierekaczewnik podawany był na gorąco w czasie świąt, ale i na zimno, jako przekąska między posiłkami.
Pracochłonność przygotowania sprawia, że pierekaczewnik przygotowuje się w domach tatarskich bardzo rzadko, tylko podczas świąt Bajramy lub na specjalne okazje. Można go skosztować w tatarskich gospodarstwach agroturystycznych, np. w Kruszynianach lub Bohonikach.
Produkt jako pierwszy został wpisany na Listę produktów tradycyjnych Ministerstwa Rolnictwa i Rozwoju Wsi w dniu 20 lipca 2005 roku w województwie podlaskim. Posiada od 20 lipca 2009 r. status Gwarantowanej Tradycyjnej Specjalności – produktu prawnie chronionego w Unii Europejskiej.